# Ambia rhabdotalis
Ambia rhabdotalis is een vlinder uit de familie van de grasmotten (Crambidae). De wetenschappelijke naam van de soort is voor het eerst gepubliceerd in 1897 door George Francis Hampson.
De soort komt voor op Ambon (Indonesië).